# 8434 Columbianus
A 8434 Columbianus (ideiglenes jelöléssel 6571 P-L) a Naprendszer kisbolygóövében található aszteroida. Cornelis Johannes van Houten, Ingrid van Houten-Groeneveld és Tom Gehrels fedezte fel 1960. szeptember 24-én.